# Culcea, Maramureș
Culcea (în maghiară Kővárkölcse, colocvial Kölcse) este un sat în comuna Săcălășeni din județul Maramureș, Transilvania, România.
Culcea deține o școală primară, o farmacie, un cămin cultural și 3 lăcașuri de cult, dintre acestea și un monument UNESCO. Din punct de vedere religios, locuitorii din Culcea se împart între Biserica Ortodoxă(aproximativ de la prima atestare), Biserica Penticostală (începând cu anul 2000) și Martorii lui Iehova (aproximativ anii'70 ai secolului trecut). 
Acesul în localitate se face din drumul județean ce leagă municipiul Baia Mare de Șomcuta Mare (via Săcălășeni - Remetea Chioarului) pe două drumuri comunale (unul la ieșire din Săcălășeni,  celălalt înainte de intrarea în comuna Coaș). Culcea este racordată la rețelele de utilități (electrică, telefonie/internet, apă/canalizare, gaze naturale). De asemenea, localitatea este inclusă în rețeaua de transport urban a municipiului Baia Mare.
În proporție de 70%, străzile din Culcea sunt modernizate.

## Așezare

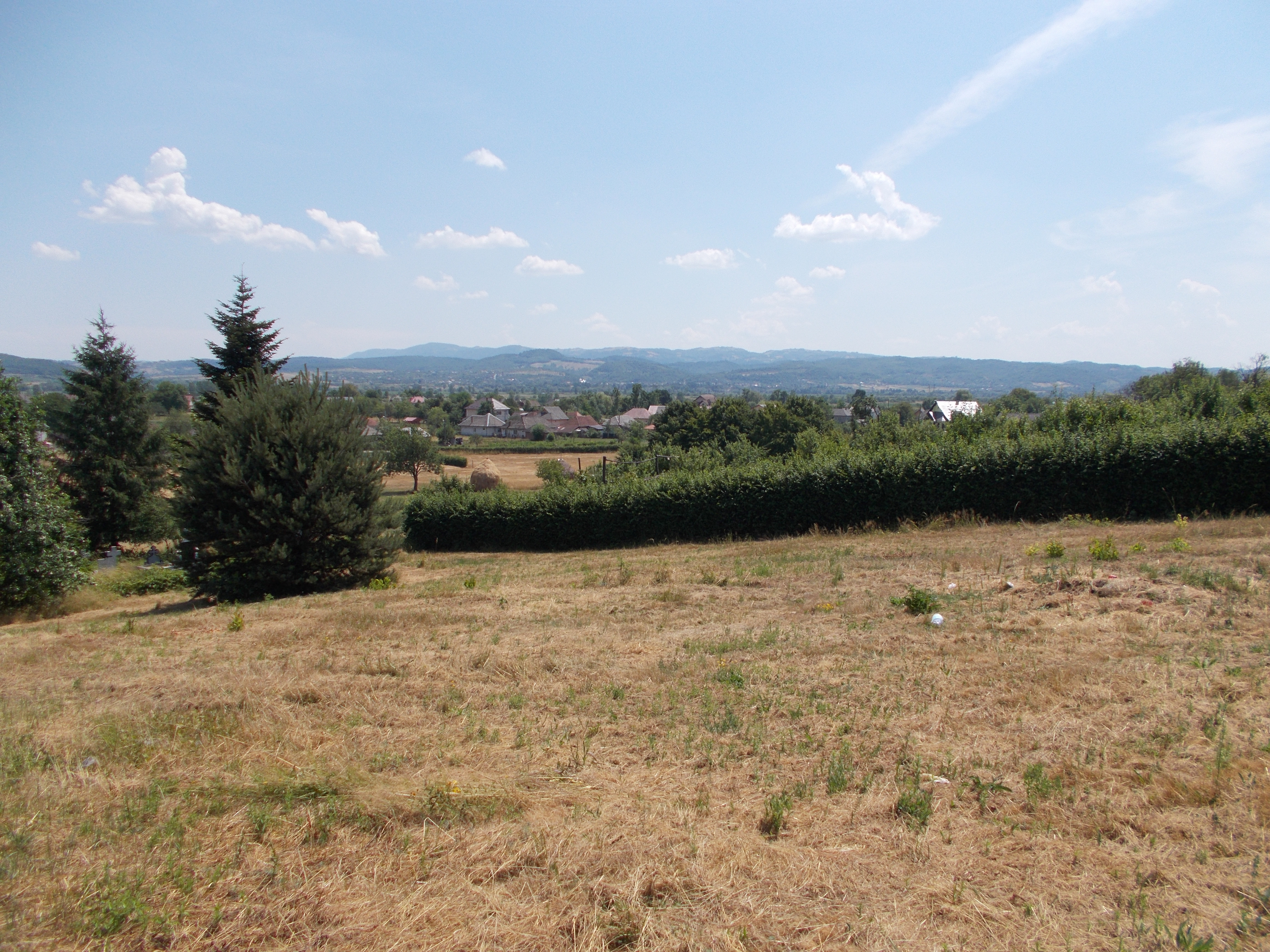
Culcea, Maramureș

Situată la 12 km de municipiul Baia Mare, localitatea Culcea este așezată într-o zonă geografică diversificată. Peisajul cuprinde o zonă de câmp ce oferă posibilitatea cultivării porumbului, legumelor și cerealelor. Culcea deține o zonă deluroasă propice culturilor de pomi fructiferi și viță de vie. De asemenea, Culcea deține o pădure mixtă, cu parcele largi de foioase și conifere. Pe perioada verii este o adevărată "migrație" la culesul ciupercilor, chiar dacă recolta nu este atât de bogată ca în alte zone ale Maramureșului. Pășunea are o deschidere foarte largă ce face ca localitatea să ofere o priveliște atât a localităților învecinate, cât și a unei laturi importante din Baia Mare. Așezarea geografică face ca teritoriul localității să fie scăldat de razele soarelui de la răsărit până la apus, lucru benefic agriculturii.
Culcea se învecinează cu Săcălășeni, Coruia, Coaș, Remetea Chioarului, Coltău și Săpâia.

## Istoric
Prima atestare documentară: 1603 (Keölczye). 

## Etimologie
Etimologia numelui localității: din n.fam. Culce(r) (< subst. culcer, var. veche a lui clucer „boier însărcinat cu aprovizionarea curții domnești" < sl. kliučarŭ „intendent”, Iordan, 1983) + suf. top. -a. 

## Demografie
La recensământul din 2011, populația era de 627 locuitori. 

## Monument istoric
- Biserica de lemn „Sfinții Arhangheli Mihail și Gavril” (1720).